# La calle del terror (Parte 2): 1978
La calle del terror (Parte 2): 1978 (en inglés Fear Street Part Two: 1978) es una película de slasher adolescente estadounidense de 2021 dirigida por Leigh Janiak, con un guion coescrito por Janiak y Zak Olkewicz, a partir de una historia original de Janiak, Olkewicz y Phil Graziadei. Basada en la serie de libros del mismo nombre de RL Stine, es la segunda entrega de la trilogía de Fear Street después de la primera parte: 1994 y está protagonizada por Sadie Sink, Emily Rudd, Ryan Simpkins, McCabe Slye, Ted Sutherland, Gillian Jacobs, Kiana Madeira, Benjamin Flores Jr. y Olivia Scott Welch. La película se centra en un grupo de adolescentes en Camp Nightwing que deben unirse para sobrevivir a la ola de asesinatos de un consejero poseído.
Producida por Chernin Entertainment, una adaptación cinematográfica de Fear Street comenzó a desarrollarse en 20th Century Studios en 2015, con Janiak contratado en 2017. La filmación de la trilogía se llevó a cabo consecutivamente de marzo a septiembre de 2019 en Georgia, con la intención de un estreno en cines a partir de junio de 2020. Sin embargo, debido a la pandemia de COVID-19 y la adquisición de 21st Century Fox por parte de Disney, Chernin Entertainment terminó su acuerdo de distribución con 20th Century Studios y vendió los derechos de Netflix en agosto de 2020.
La calle del terror (Parte 2): 1978 se estrenó en el Parque Histórico Estatal de Los Ángeles el 8 de julio de 2021 y fue estrenada por Netflix el 9 de julio de 2021. La película recibió críticas generalmente positivas de los críticos, que elogiaron el guion, la dirección y las actuaciones de Sink, Rudd y Simpkins. La última entrega de la trilogía, La calle del terror (Parte 3): 1666, fue estrenada el 16 de julio.

## Argumento
La película comienza con Deena (Kiana Madeira) y Josh (Benjamin Flores Jr.) llevando a una Sam (Olivia Scott Welch) fuera de control a la casa de C. Berman (Gillian Jacobs), en busca de ayuda, luego de los eventos del final del film anterior. Inicialmente reacia, Berman les permite entrar y comienza a contarles los eventos del verano de 1978. Una joven llamada Ziggy (Sadie Sink) está en un campamento de verano, donde Sheila (Chiara Aurelia) y algunos Sunnyvalers chocan constantemente con ella y la llaman bruja. Su hermana, Cindy (Emily Rudd) , no cree en la leyenda de la bruja Sarah Fier y desea irse de Shadyside. Las hermanas discuten con frecuencia y Ziggy le dice que nunca podrá irse del pueblo. 
Sheila y un grupo de niños acusan a Ziggy de robar. La amarran a un árbol y comienzan a quemarla, justo cuando llegan los consejeros del campamento, Nick (Ted Sutherland) y Kurt (Michael Provost). Kurt intenta echar a Ziggy del campamento por causar problemas constantemente, pero Nick la salva. Ziggy va con la enfermera Lane (Jordana Spiro) para tratar sus quemaduras, quien actúa de manera extraña. Cindy (Emily Rudd)  y su novio, Tommy (McCabe Slye), están limpiando el comedor cuando, de repente, la enfermera Lane ataca a Tommy, diciendo que de una forma u otra él morirá esa noche. Tras resistirse al ataque, se llevan a la enfermera. Todo el mundo alrededor del campamento bromea diciendo que estaba poseída por la bruja. Sin embargo, Cindy se niega a creer esto y cree que fue resultado de las drogas. Más tarde, ella y Tommy van a la enfermería, donde encuentran una botella semivacía de unas píldoras L484 y el diario de Lane. Se encuentran con sus amigos Alice (Ryan Simpkins) y Arnie (Sam Brooks), que están allí buscando drogas. El diario tiene un dibujo de la marca de la bruja y una leyenda que dice que la bruja hizo un trato con el diablo al cortarse la mano con la piedra de Satanás, ganándose así la vida eterna. Según el diario, si la mano se reúne con el cuerpo de la bruja, la maldición terminaría. También encuentran un mapa en el diario, el cual lleva a la casa de Sarah Fier. Alice agarra el bolso de Cindy y ella y Arnie se dirigen a la casa mientras toman pastillas del frasco. Cindy y Tommy los siguen y todos llegan a la casa, donde encuentran tumbas vacías excavadas por la enfermera Lane. Al entrar encuentran la marca de la bruja, tal como se describe en el diario. Arnie se da cuenta de que L484 es tylenol (paracetamol) y no una droga. Alice y Cindy encuentran una pared con los nombres de todos los asesinos de Shadyside y, para su sorpresa, también encuentran el nombre de Tommy en ella. Tommy, ahora poseído, toma un hacha y asesina a Arnie. Persigue a las chicas, pero queda aplastado bajo un montón de rocas. A pesar de esto, sobrevive y comienza a dirigirse hacia el Campamento Nightwing.
En el campamento, Sheila y Ziggy se hacen bromas. Nick ayuda a Ziggy a encerrar a Sheila en la letrina. Los dos se van juntos y se besan. Tommy llega al campamento y comienza a asesinar campistas. Nick reúne a los campistas y los lleva al comedor. Le promete a Ziggy que encontrará a su hermana y le pide que se quede allí mientras él sale a buscar a los demás. Ziggy se da cuenta de que Sheila sigue encerrada en la letrina, por lo que sale a buscarla. Nick se encuentra con Kurt y le pide que lleve a los campistas al autobús y también le dice que toque el timbre en 15 minutos, señalando que están a punto de irse. Mientras tanto, Cindy y Alice intentan encontrar la salida usando la marca de la bruja en el diario como mapa. Se encuentran con una pila de órganos, que, cuando Alice los toca, le da recuerdos de todos los asesinos pasados y sus víctimas. Alice comienza a correr, asustada, pero se fractura la pierna en el proceso. Cindy admite que estaba equivocada y que la maldición de la bruja es real. Las dos se abren paso por debajo de la letrina y piden ayuda, y Ziggy las escucha. Ella trata de rescatarlas, pero es interrumpida por Tommy, que la ataca. Ella logra escapar, se encuentra con Nick y juntos hallan un lugar para esconderse. Pronto, escuchan la campana pero, al intentar irse, llega Tommy, que termina por darle un hachazo en la pierna a Nick, mientras Ziggy escapa.
Cindy y Alice ven en el mapa que hay otra salida a través del comedor. Alice le pide a Cindy que siga adelante para salvar a Ziggy. Mientras tanto, Tommy termina con una bolsa de trigo cubriendo su cabeza por accidente, que es la manera como se ve en la película anterior. Tommy está a punto de matar a Ziggy, pero Cindy llega y apuñala a Tommy repetidas veces, matándolo. Poco después, Alice también llega y les dice que encontró la mano de la bruja. Los tres deciden poner fin a la maldición reuniendo la mano de Sarah, cuando Ziggy de repente sangra en la mano y tiene una visión en la que ve a la bruja. Esto desencadena la maldición que convierte a los asesinos de Shadyside en inmortales. Tommy revive y mata a Alice. Cindy lo decapita, pero los asesinos anteriores de Shadyside comienzan a levantarse y perseguirlos. Corren hacia el árbol donde colgaron a la bruja en 1666. Cavan, pero en lugar del cuerpo, encuentran una piedra que dice: "La bruja vive para siempre". Los asesinos llegan y Cindy se da cuenta de que están detrás de Ziggy. Deja caer la mano y se sacrifica para salvar a su hermana, pero ambas son atrapadas y asesinadas por los atacantes (y uno de ellos es Tommy, que nuevamente revive y mata a Cindy). Después de unos momentos, cuando los asesinos se han ido, Nick llega y salva a Ziggy, realizándole RCP.
En el presente (en 1994), luego de escuchar la historia de C. Berman, Deena y Josh se dan cuenta de que ella es en realidad Ziggy Berman. Ziggy revela que Nick es ahora el alguacil del pueblo y que él nunca creyó su historia de la maldición. Los chicos le dicen que encontraron el cuerpo de la bruja y que ahora, con la mano, pueden acabar con la maldición. El campamento se convirtió en el centro comercial Shadyside, donde Deena y Josh van y excavan, encontrando la mano debajo del mismo árbol. Lo llevan al lugar donde está enterrado el cuerpo y Deena reúne el cuerpo con la mano. La película termina cuando Deena tiene una visión en la que se encuentra en 1666 y es Sarah Fier.

## Reparto
- Sadie Sink como Christine "Ziggy" Berman (joven)
  - Gillian Jacobs como C. Berman/Ziggy (adulta)
- Emily Rudd como Cindy Berman
- Ryan Simpkins como Alice
- McCabe Slye como Tommy Slater
- Ted Sutherland como Nick Goode (joven)
  - Ashley Zukerman como Nick Goode (adulto)
- Jordana Spiro como la enfermera Mary Lane
- Kiana Madeira como Deena Johnson
- Benjamin Flores Jr. como Josh Johnson
- Olivia Scott Welch como Sam Fraser
- Chiara Aurelia como Sheila
- Jordyn DiNatale como Ruby Lane
- Drew Scheid como Gary
- Sam Brooks como Arnie
- Jacqi Vené como Joan
- Michael Provost como Kurt Goode
- Brandon Spink como Will Goode (joven)
- Matthew Zuk como Alcalde Will Goode (adulto)
- Dylan Gage como Jeremy[3]

## Producción
En abril de 2019, Gillian Jacobs, Sadie Sink, Emily Rudd y McCabe Slye se unieron al elenco de la película.

## Lanzamiento
La primera película de la trilogía estaba programada para ser estrenada en cines en junio de 2020, pero fue retirada del programa debido a la pandemia de COVID-19. En abril de 2020, Chernin Entertainment puso fin a su contrato de distribución con 20th Century Studios e hizo un primer contrato de varios años con Netflix.
En agosto de 2020, Netflix adquirió los derechos de distribución de la trilogía de La calle del terror, con una estrategia de fecha de lanzamiento a mediados de 2021 para las tres películas. Finalmente, esta película fue estrenada el 9 de julio de 2021.

## Recepción
Fear Street Part Two: 1978 recibió reseñas generalmente positivas de parte de la crítica y de la audiencia. En el sitio web especializado Rotten Tomatoes, la película posee una aprobación de 87%, basada en 109 reseñas, con una calificación de 6.9/10, y con un consenso crítico que dice: "Un giro inteligente y subversivo del terror slasher, Fear Street Part II: 1978 muestra que el campamento de verano nunca ha sido más aterrador gracias a las actuaciones estelares de Sadie Sink, Emily Rudd y Ryan Simpkins." De parte de la audiencia tiene una aprobación de 80%, basada en más de 1000 votos, con una calificación de 3.9/5.
El sitio web Metacritic le dio a la película una puntuación de 61 de 100, basada en 16 reseñas, indicando "reseñas generalmente favorables". En el sitio IMDb los usuarios le asignaron una calificación de 6.7/10, sobre la base de 64 854 votos, mientras que en la página web FilmAffinity la cinta tiene una calificación de 6.0/10, basada en 5634 votos.